# Villa Ombre Blanche
La villa Ombre Blanche, bâtie en 1958 selon des plans dus à l'architecte Claude Bonnefoy, est située 70 Boulevard Frédéric-Garnier à Royan, en France. L'immeuble a été inscrit au titre des monuments historiques en 2002.

## Historique
Le bâtiment est inscrit au titre des monuments historiques par arrêté du 27 février 2002.